# Amanda D'Rozario
Amanda D'Rozario (ur. 18 października 1975) – australijska zapaśniczka walcząca w stylu wolnym. Zajęła jedenaste miejsce na mistrzostwach świata w 1999 i czternaste w 1998. Brązowa medalistka mistrzostw Oceanii w 1999. Piąta na igrzyskach Wschodniej Azji w 2001 roku.